# Johnny Sack
John "Johnny Sack" Sacramoni fiktivni je lik iz HBO-ove televizijske serije Obitelj Soprano kojeg je glumio Vince Curatola. On je bio dugogodišnji podšef i kasniji boss moćne njujorške zločinačke obitelji Lupertazzi. 

## Karijera
Operirajući iz svoje građevinske tvrtke ili lokala, Johnny Sack je bio jedna od ključnih figura u njujorškoj zločinačkoj organizaciji koju je predvodio Carmine Lupertazzi. Sacramoni je dugo godina bio Carmineov podšef koji je obavljao politička podmićivanja i lobiranja za organizaciju. Nakon Carmineove smrti, konačno je postao šef. Osim toga, bio je i u prijateljskom i partnerskom odnosu s bossom New Jerseyja Tonyjem Sopranom. Sack je radio na tome da se održi mir između drugih obitelji, objašnjavajući kako mir između obitelji znači prosperitet za sve obitelji.
Iako je Sack u svojim javnim nastupima obično zadržavao hladnokrvnost, bio je vrlo osjetljiv na svoju suprugu, Ginny koja je bila pretila. Na spomen njezine težine bi se razbjesnio, a jednom je prilikom čak naredio ubojstvo Ralpha Cifaretta zbog neukusne šale, iako se kasnije ohladio i otkazao likvidaciju. To je spasilo Ralphiejev, ali i njegov vlastiti život, što njemu ostaje nepoznato, jer je Tony dobio oodbrenje od Carminea da krene na Sacka kako bi zaštitio iznimno vrijedni Projekt Esplanade čiji je ključni dio bio upravo Ralphie.
Nakon Carmineove smrti 2004., Johnnyjeva se ekipa upustila u rat za prevlast u obitelji s Carmineovim sinom, Little Carmineom. Izljev novog nasilja bio je na pomolu protiv obitelji Tonyja Soprana nakon što je Tonyjev rođak, Tony Blundetto, u ime Little Carminea izvršio dva neodobrena ubojstva. Nakon što su obje njujorške frakcije pretrpjele velike žrtve, sukob je okončan nakon što je Little Carmine predao kontrolu nad gradom. To je uslijedilo nakon provizornog pomirenja s Tonyjem, koji je osobno oduzeo život Blundettu kako bi zakopao ratnu sjekiru. Međutim, Sacramonijeva vladavina bila je kratkog vijeka jer ga je uhitio FBI nakon što je obiteljski savjetnik Jimmy Petrille počeo surađivati s federalnom vlašću. 
Sacramonija u šestoj sezoni na mjestu izvršnog šefa zamjenjuje Phil Leotardo. U zatvoru on postaje sebičniji, često odbacujući probleme drugih i naglašavajući vlastitu situaciju. Njegovi pokušaji da zadrži kontrolu nad obitelji pokazali su se jalovima. Njegov odvjetnik, Ron Perse, sugerirao mu je mogućnost suradnje s FBI-em, ali je Sack to smjesta odbio. Međutim, kako se suđenje bližilo, Pearse je sredio dogovor s vladom u ime svoga klijenta. Suočivši se s ogromnom zapljenom koja bi njega i članove njegove bližnje ostavila bez sredstava za život i slučajem koji ne može dobiti, Sack se izjasnio krivim po 47 točaka optužnice u zamjenu za smanjenu kaznu od 15 godina zatvora i kaznu od 4,2 milijuna dolara — odbacivši tako poziciju čelnika mafijaške organizacije (ali ostavljajući Ginny dovoljno novca da živi ugodno).
Tijekom boravka u zatvoru, Sack je obolio od malignog oblika raka pluća izazvanog 38-godišnjom pušačkom navikom. Umro je u zatvorskoj bolnici u Springfieldu ubrzo nakon što je dobio dijagnozu od liječnika u Clevelandu.

## Vanjske poveznice
- Profil Johnnyja "Sacka" Sacramonija na hbo.com
- Johnny Sack u internetskoj bazi filmova IMDb-u